# Sympathy for the Record Industry
Sympathy for the Record Industry — калифорнийский музыкальный лейбл, основанный в 1988 году самопровозглашенным антимагнатом музыкальной индустрии Лонг Гон Джоном. Лейбл также известен как Sympathy Records или Sympathy 4 the R.I.. Название лейбла является отсылкой к композиции группы Rolling Stones «Sympathy for the Devil».
Лонг Гон Джон — владелец, генеральный директор и, судя по всему, единственный сотрудник лейбла. Он является страстным коллекционером музыки, его коллекция насчитывает около 10000 пластинок и дисков. Также он является владельцем Necessaries Toy Foundation, компании, выпускающей 18—24" фигурки. Лонг Гон Джон также занимается изданием книг на рок-н-ролл-тематику в рамках своего проекта Sypathetic Press.
Основу репертуара лейбла составляет независимая музыка в жанрах гаражный рок, гаражный панк и панк-рок. Первой записью, выпущенной на лейбле, стал альбом группы Lazy Cowgirls под названием «Radio Cowgirl», который, по словам Лонга Гона Джона, был выпущен, чтобы «отдать должное группе». На данный момент каталог лейбла насчитывает более 750 релизов.
Часть значимых музыкантов лейбла добились более глобального успеха, замеченного мейнстрим сообществом, например, The White Stripes, The Electrocutes (первая инкарнация группы Donnas), Hole.
Среди знаковых музыкантов, также выпускавшихся на лейбле, стоит отдельно отметить также Jack Off Jill, Scarling., Miss Derringer, The Muffs, The (International) Noise Conspiracy, The Von Bondies, Rocket from the Crypt, Billy Childish, Turbonegro, April March, The Dwarves, Suicide, The Gun Club, Inger Lorre and Motel Shootout, Man or Astro-man?, The Waldos, и Redd Kross.
20 июля 2007 года Лонг Гон Джон в своем MySpace блоге разместил объявление о том, что он продает лейбл за «$625,000.00 или $700,000.00, если ты мне не понравишься».

## Дополнительные ссылки
Sympathy For The Record Industry (англ.) на сайте Discogs